# Solde commercial
 (juin 2015).
Si vous disposez d'ouvrages ou d'articles de référence ou si vous connaissez des sites web de qualité traitant du thème abordé ici, merci de compléter l'article en donnant les références utiles à sa vérifiabilité et en les liant à la section « Notes et références ».
Le solde commercial se calcule par la différence des exportations et des importations (exportations - importations) au cours d'une période déterminée, qui est le plus souvent un mois, un trimestre ou une année. On parle aussi de balance commerciale.
Lorsque le solde est supérieur à 0, on parle d'excédent commercial, alors que s'il lui est inférieur, on parle de déficit commercial.

## Chiffres
En France le solde commercial était déficitaire de 60 milliards d'euros en 2013, se réduit à 53,8 milliards d'euros fin 2014 puis 45,7 milliards d'euros en 2015 grâce en particulier à la chute des prix du pétrole.
- Allemagne: excédentaire de 17,3 % du PIB[Quand ?]
- Japon: excédentaire de 7,4 % du PIB[Quand ?]